# La Nuit de tous les dangers
 (mars 2025).

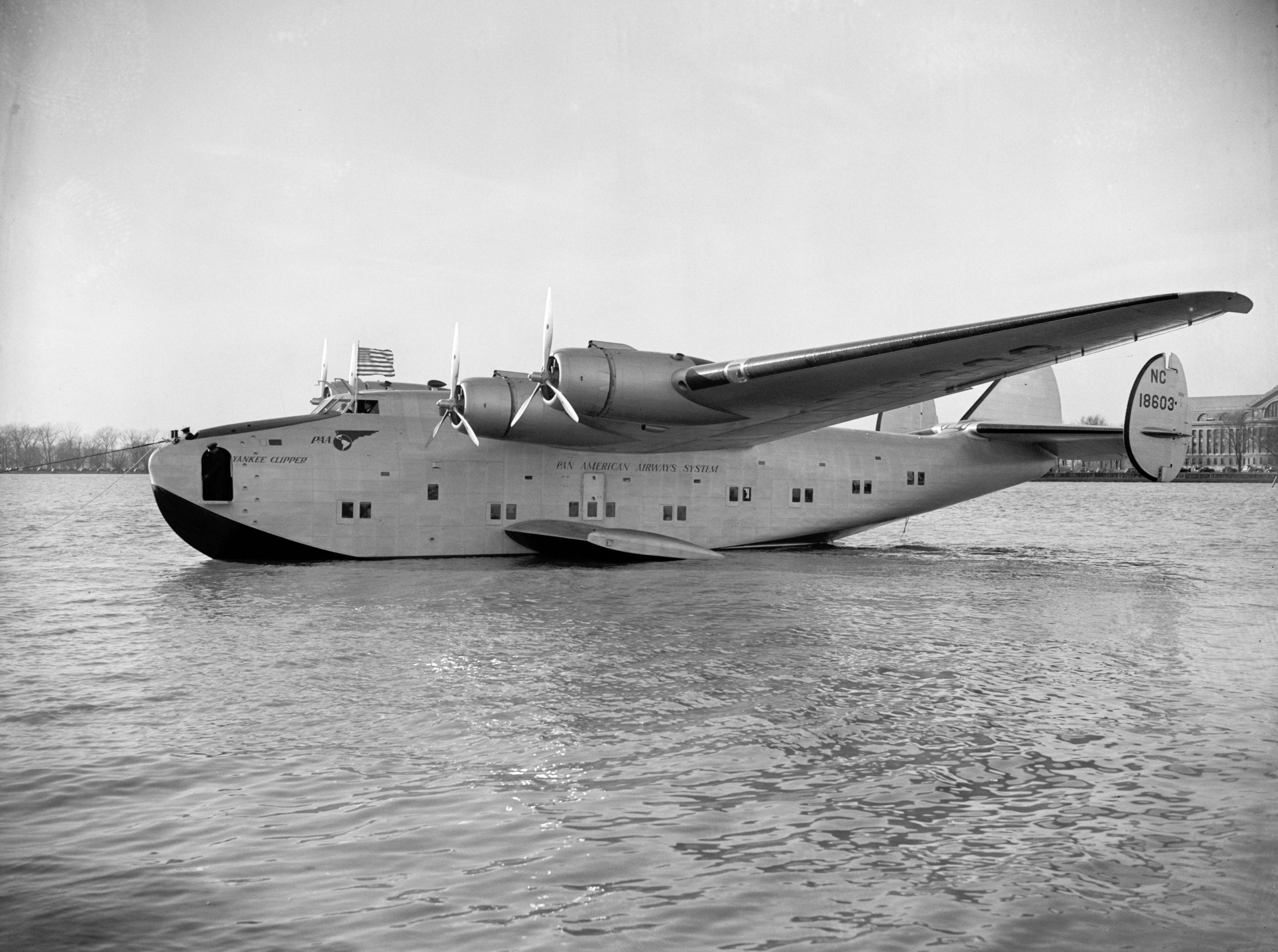
Boeing 314 Clipper, le point central du roman.

La Nuit de tous les dangers (titre original : Night Over Water) est un roman de Ken Follett publié en 1991.

## Résumé
Septembre 1939, la guerre éclate en Europe, l'Angleterre prend le parti de combattre le nazisme. 
La compagnie aérienne américaine, Pan American vient d'ouvrir une ligne régulière Southampton-New York grâce au Boeing 314 Clipper, le plus luxueux des hydravions jamais construits et le moyen le plus rapide pour rejoindre le pays de la liberté.    
Cette nouvelle ligne doit être interrompue à cause de la guerre ; un vol ultime est programmé et des passagers aux passés compliqués y ont réservé leur place : un lord anglais, ouvertement fasciste et sa famille, qui doit s'enfuir pour éviter d'être interné, un voleur professionnel poursuivi par Scotland Yard, un savant juif allemand, spécialisé dans la recherche nucléaire, que les nazis veulent arrêter, une femme mariée, poursuivie par son mari (un industriel de l'aéronautique), parce qu'elle s'enfuit avec son amant américain, une princesse russe qui déteste la musique allemande qu'elle qualifie de "mécanique", une femme d'affaires américaine qui poursuit son frère, également présent, et qui cherche à la spolier, un mystérieux passager américain qui fait chanter le mécanicien de bord pour modifier le trajet.  
Après maintes péripéties, les différents protagonistes montent à bord du Clipper. 
Le voyage va durer trentaine d'heures au milieu d'une tempête.